# Saint-Géraud
Saint-Géraud es una comuna francesa situada en el departamento de Lot y Garona, en la región de Nueva Aquitania.

## Demografía
| 128 | 101 | 86 | 73 | 63 | 66 | 91 |
| Para los censos de 1962 a 1999 la población legal corresponde a la población sin duplicidades (Fuente: INSEE [Consultar]) |     |    |    |    |    |    |